# Анси
Анси́ (фр. Annecy [an.si], франкопров. Èneci, окс. Anecí), иногда пишется и как Аннеси́ — город на востоке Франции. Административный центр департамента Верхняя Савойя. Население — 131 700 (2021) жителей.

## География
Расположен на северном берегу одноимённого озера, в приблизительно 40 км к югу от Женевы. Сквозь город протекает канал Тью, соединяющий озеро с рекой Фьер, которая образует северо-западную границу. Вокруг Анси расположены горы Верье, Семноз, Торнет и Пармелан.

## Культура
В 1960 году в Анси была основана АСИФА — Международная ассоциация анимационного кино, с этого времени в городе ежегодно проходит Международный фестиваль киноанимации (июнь).

## Экономика
В Анси имеется металло- и лесообрабатывающая, текстильная и пищевая промышленность. Город считается курортом.

## Достопримечательности
- Над Анси возвышается средневековый замок, расположенный на холме в центре города. Первое упоминание о нём, предположительно основанном на месте крепости VIII века, появилось в XII веке. Замок служил резиденцией графов Женевы, а позднее герцогов Савойи. В замке находится музей с постоянной и временными экспозициями.
- Позднеготическая церковь Святого Петра, построенная в XVI веке, является центром епископства Анси, образованного в 1822 году.
- Островной дворец, расположенный в центре канала Тью, построен в 1132 году. На протяжении истории здание выполняло разные административные функции, в частности, резиденции правителя Анси, городского суда и городской тюрьмы. В 1900 году Островной дворец был признан историческим памятником Анси, сегодня в нём расположен Музей города.

## Спорт
- Город являлся кандидатом на проведение зимних Олимпийских игр 2018 года, но проиграл южнокорейскому Пхёнчхану.
- Анси собирался принять этап кубка мира по биатлону 2011/2012, но из-за полного отсутствия снега и тёплой погоды этап перенесли в Хохфильцен.
- В марте 2013 года в Анси прошли II Зимние Всемирные военные игры.
- В октябре 2021 года город предложил заявку на проведение зимних Олимпийских игр 2030 года.

## Города-побратимы
- Байройт, Германия
- Челтнем, Великобритания
- Липтовски-Микулаш, Словакия
- Сент Терез, Канада
- Виченца, Италия

## Изображения

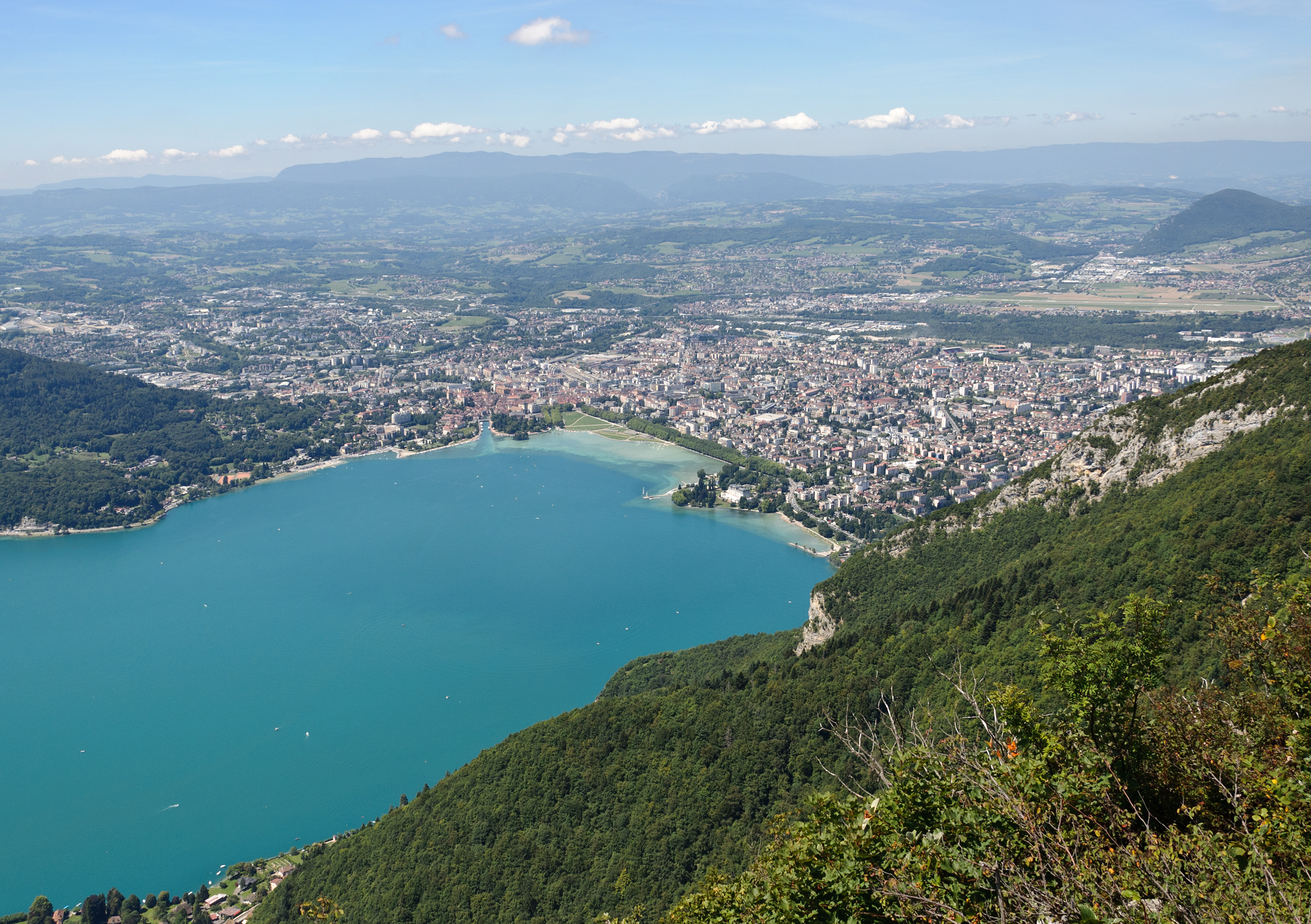
Анси, на северном конце озера Анси
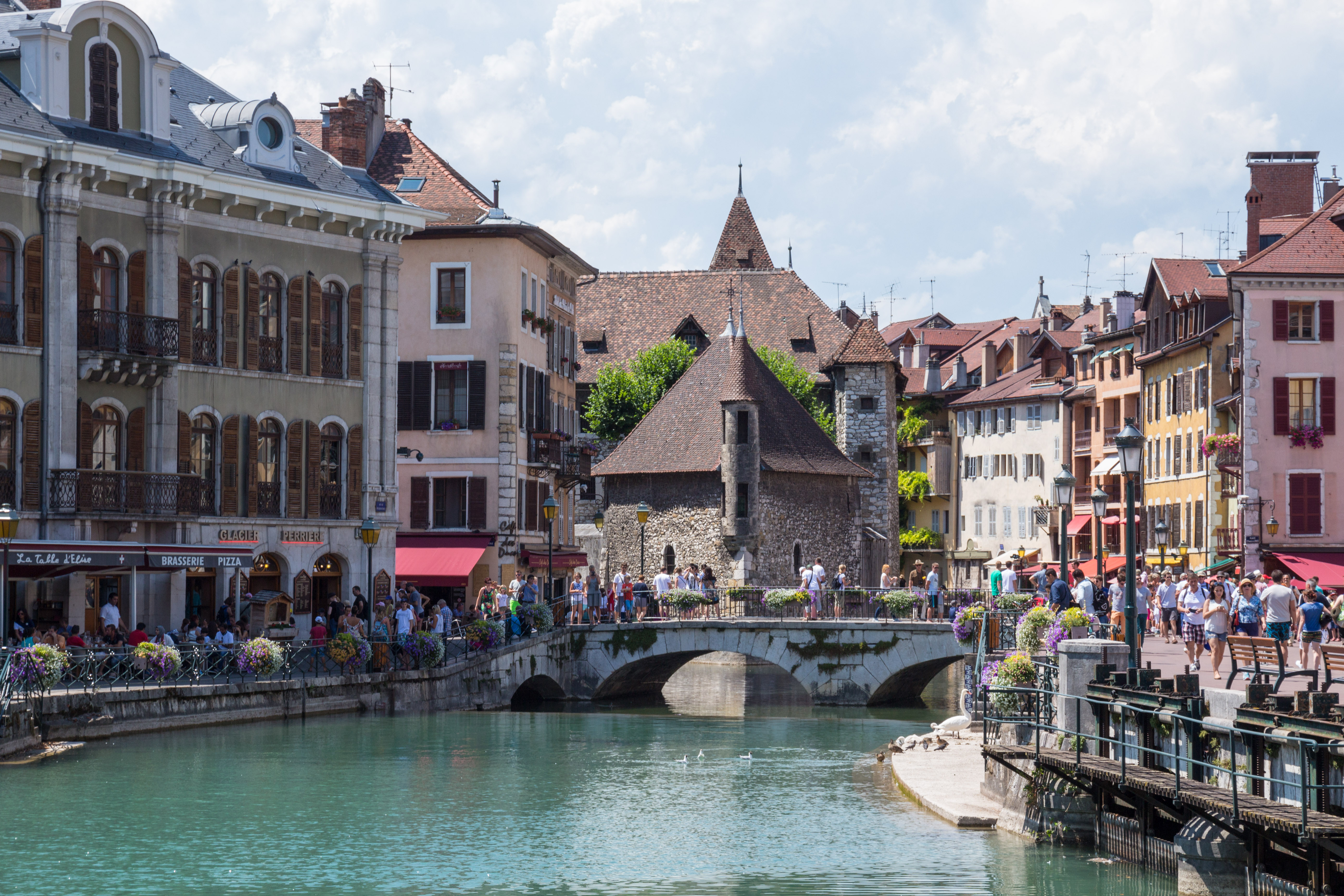
Островной дворец
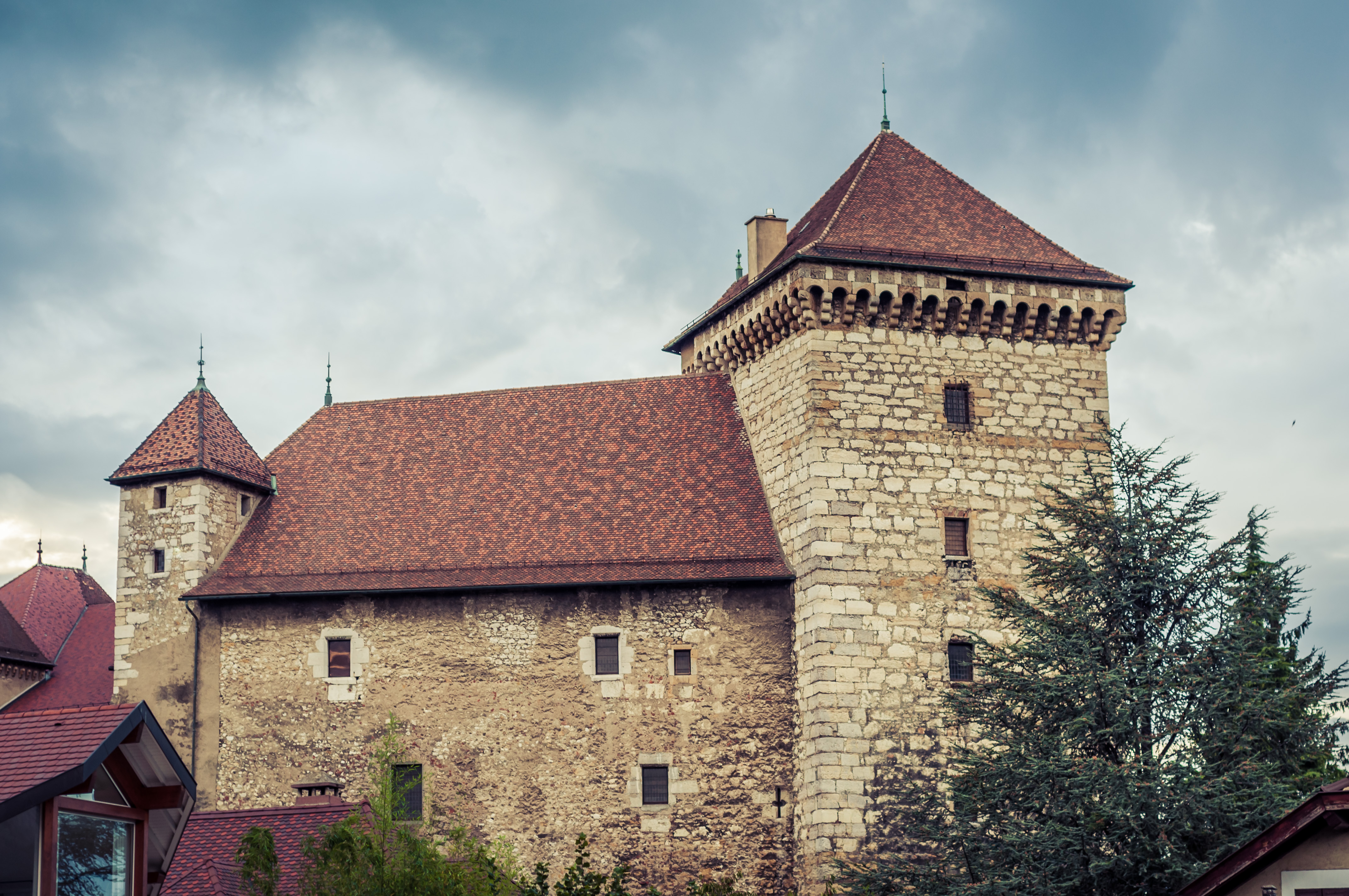
Замок Анси
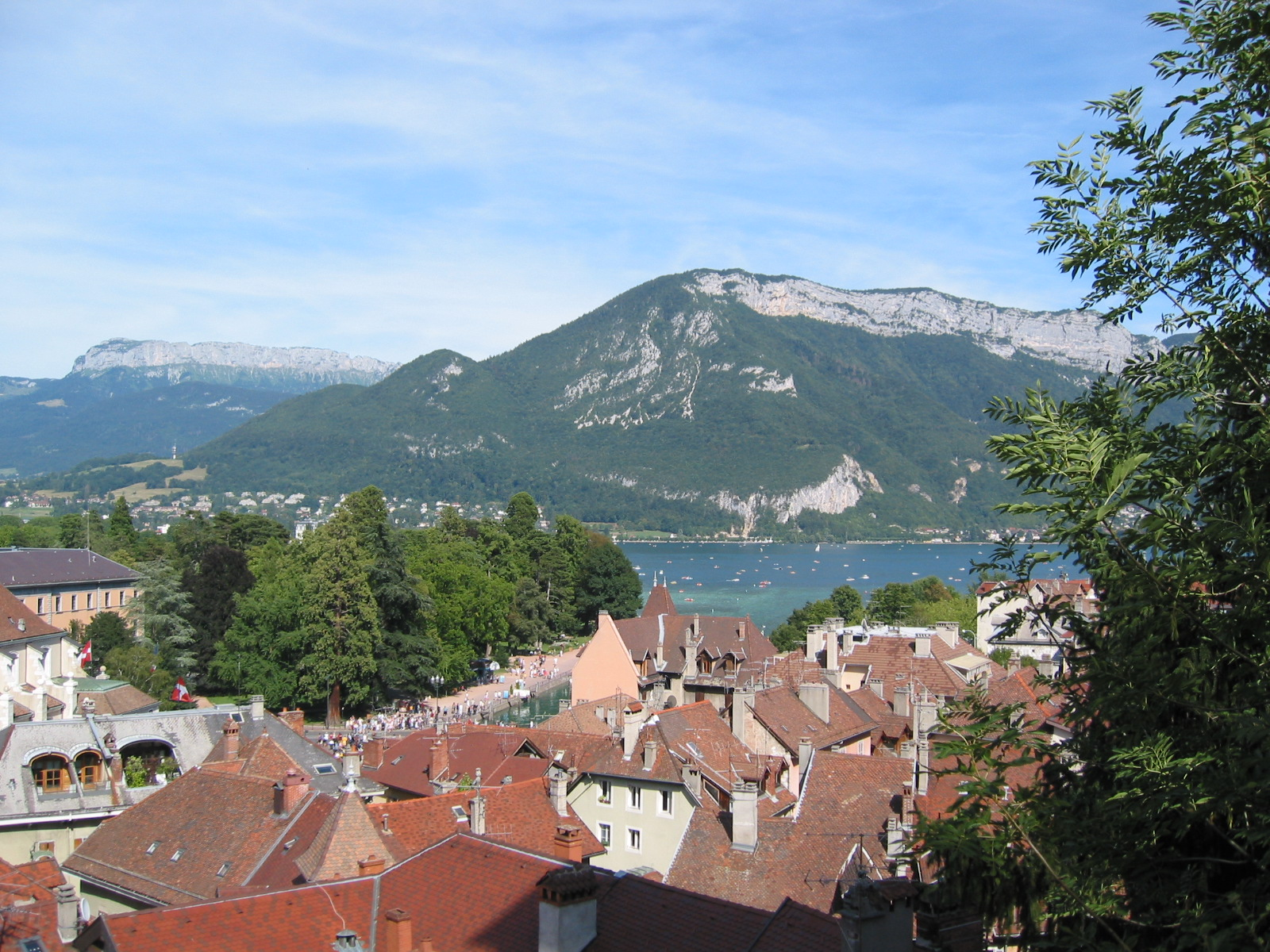
Вид из замка на Анси
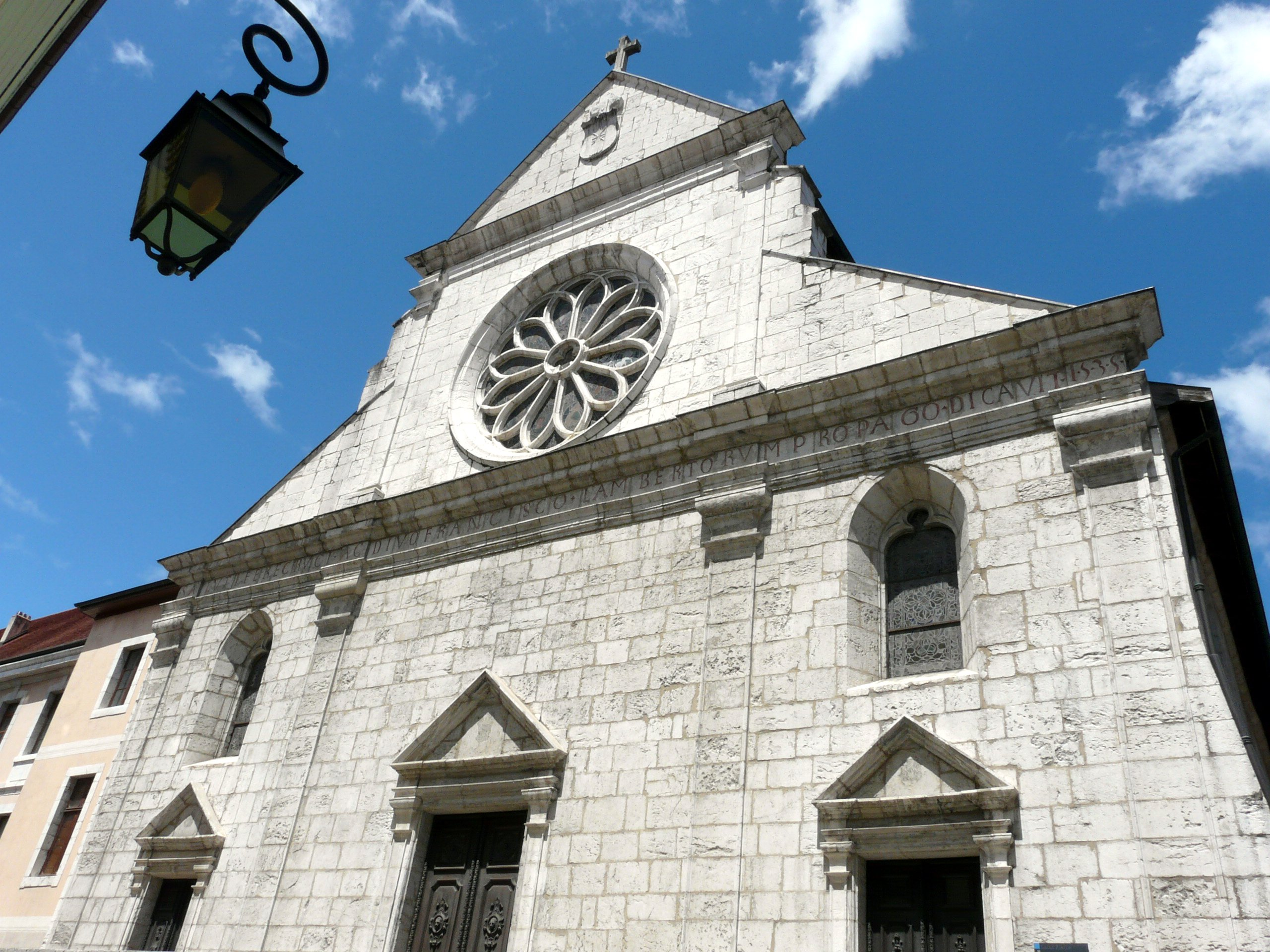
Собор св. Петра
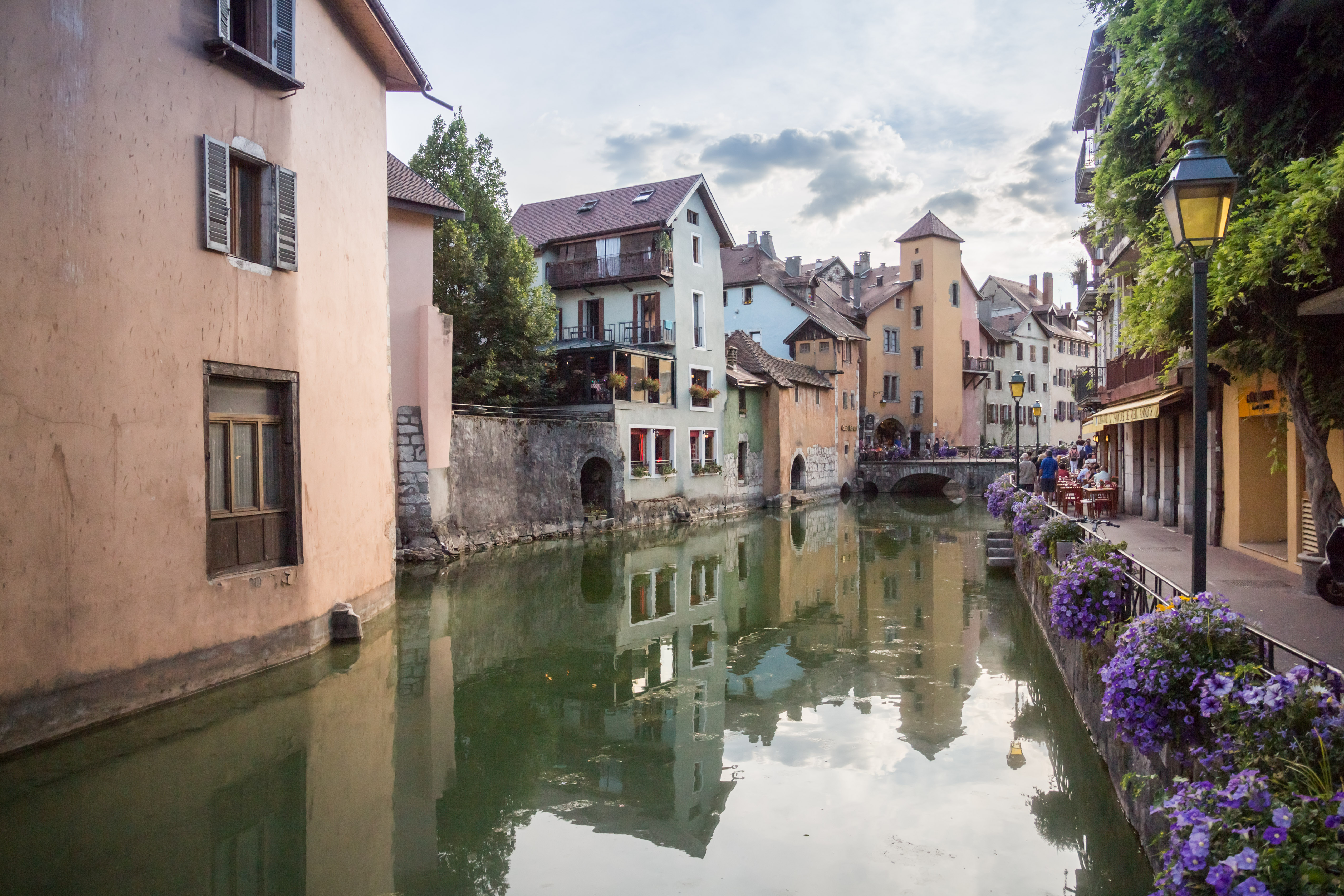
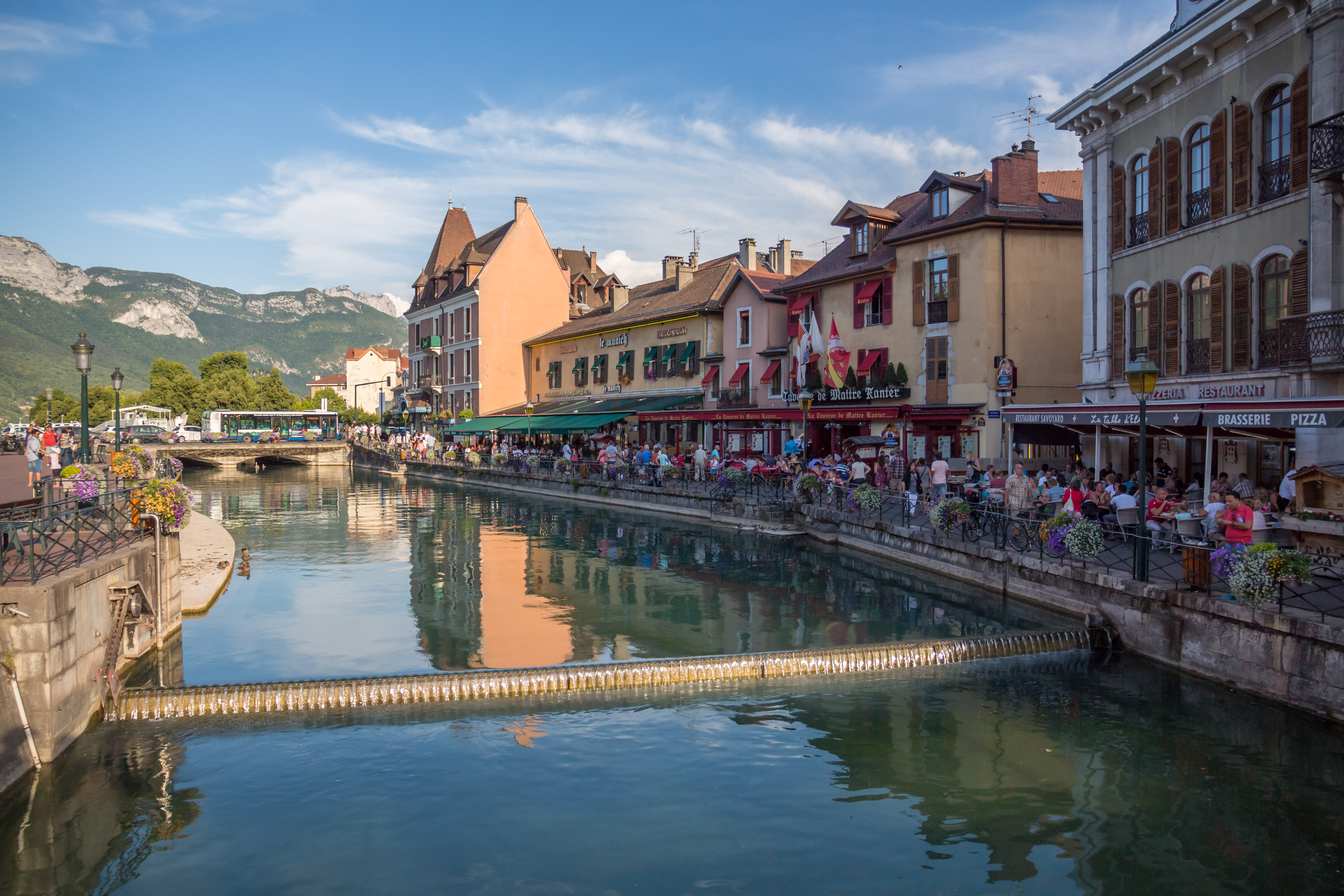
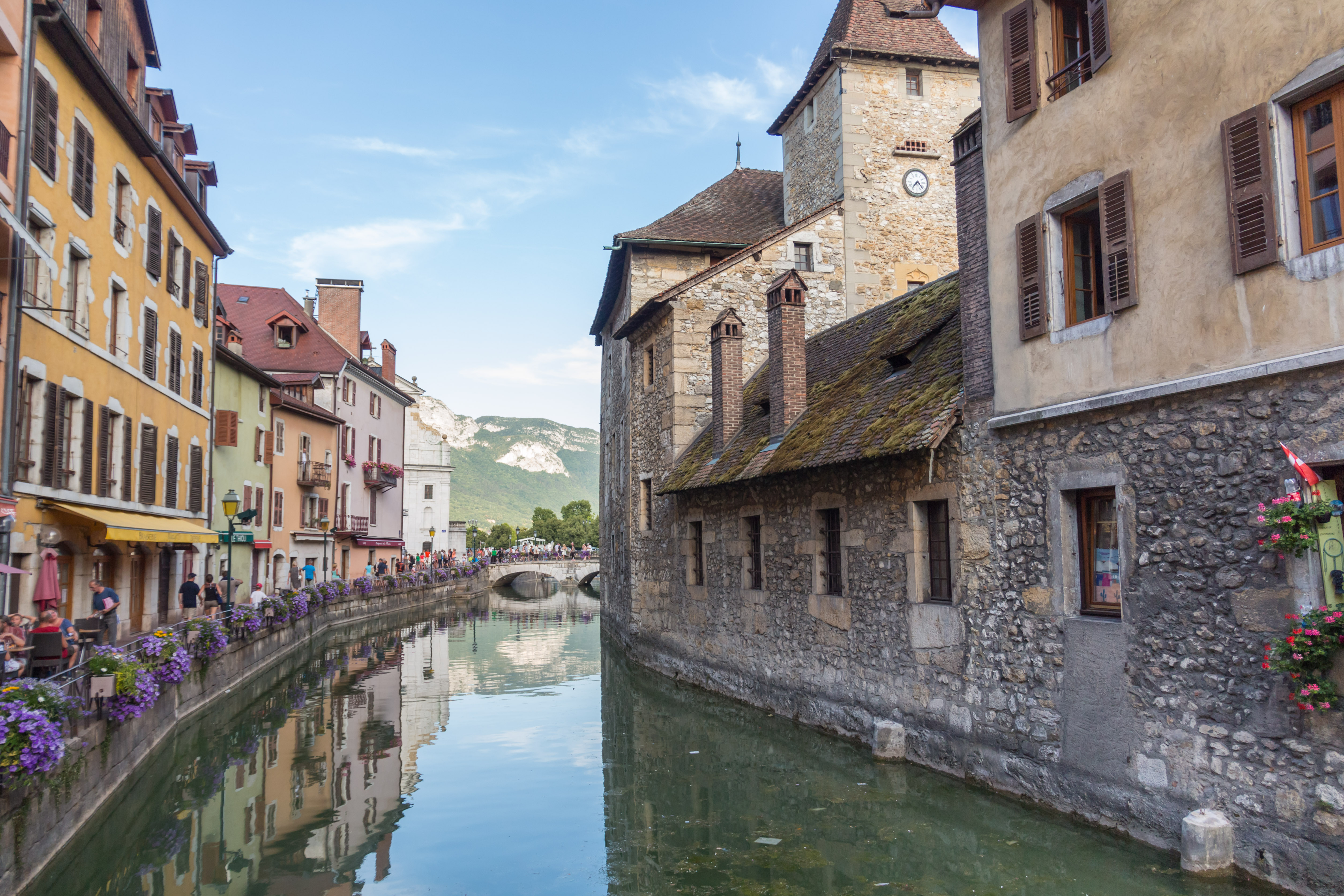
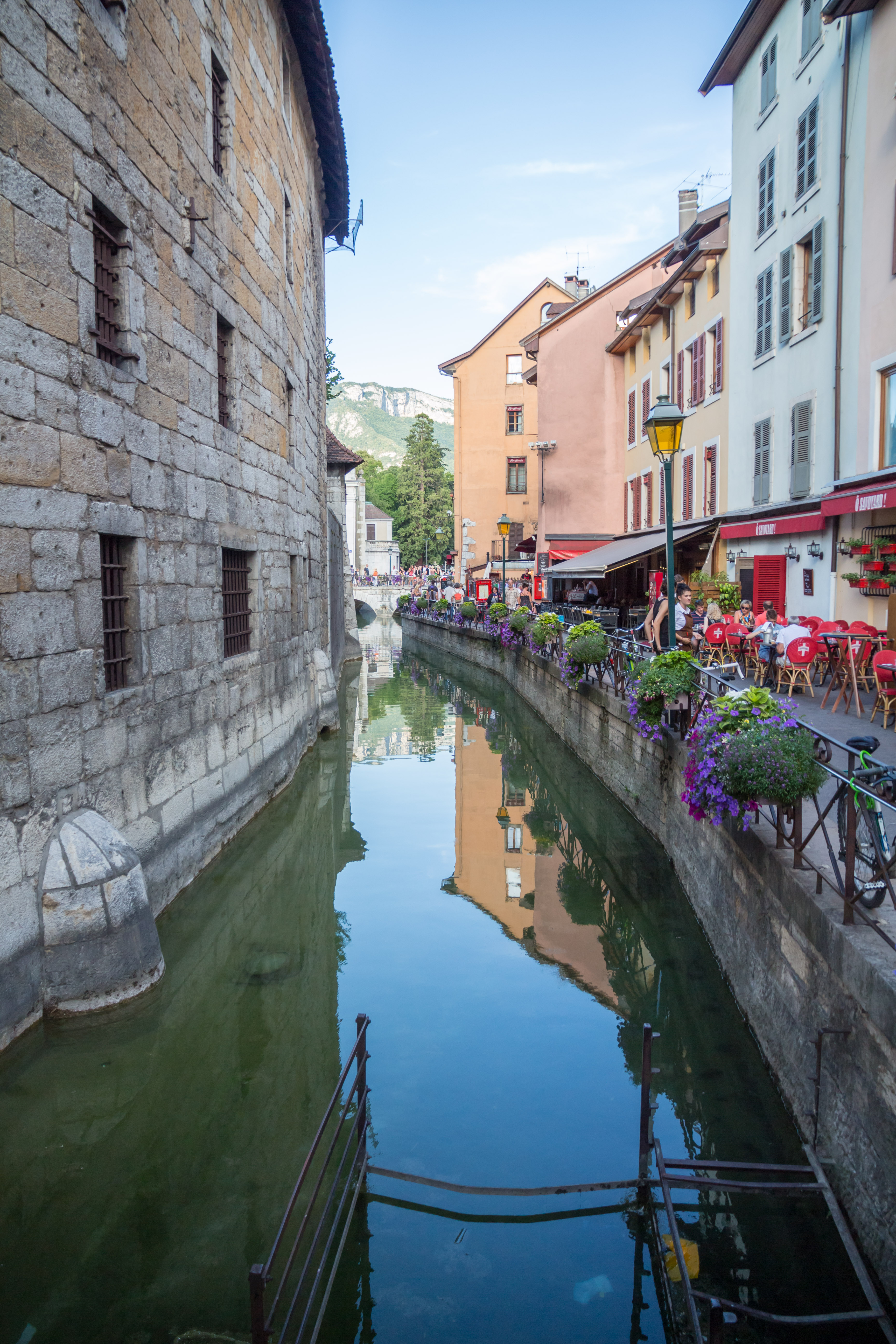
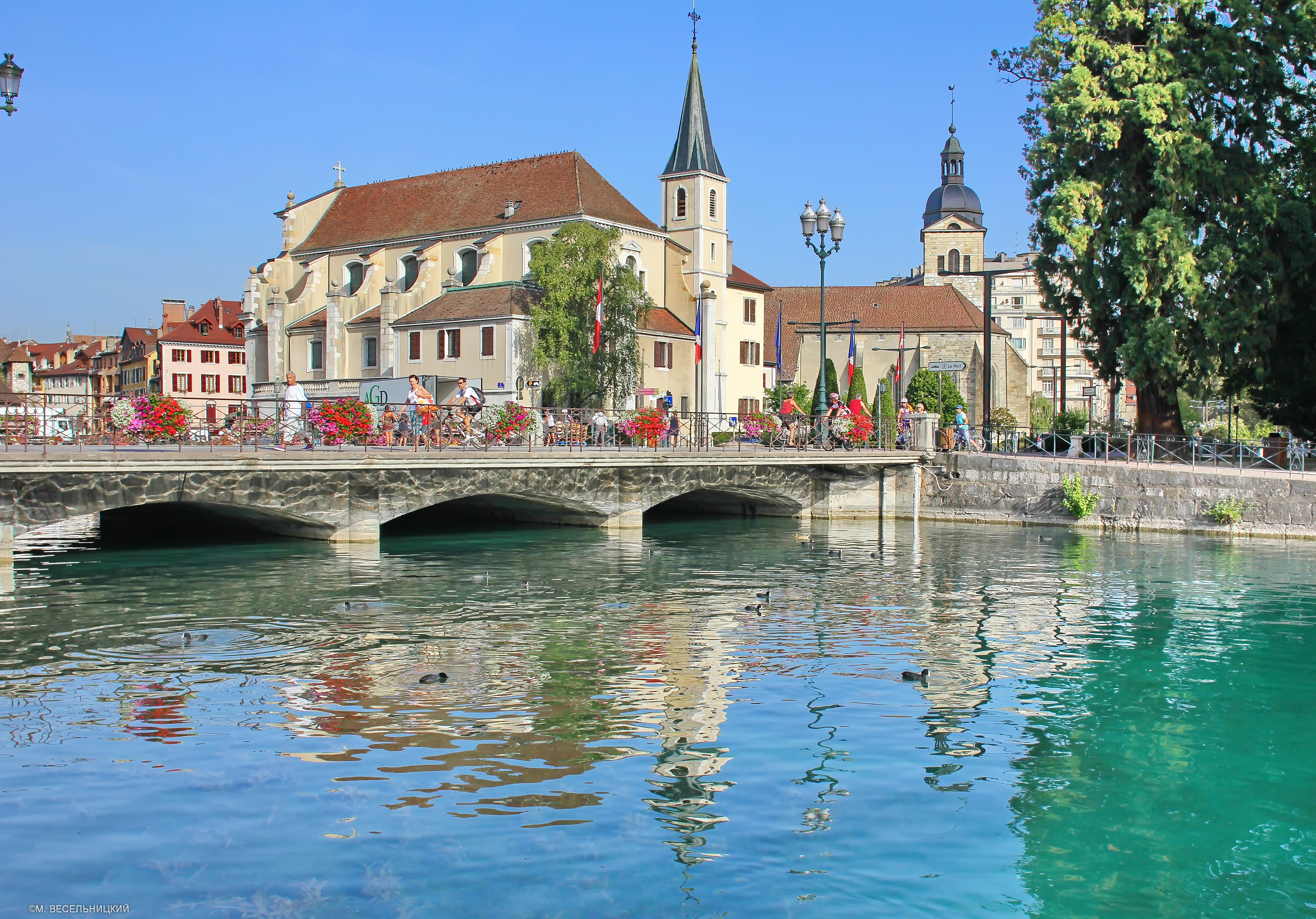